# أليكس فوس
أليكس فوس (بالإنجليزية: Alex Voss)‏ هو لاعب كرة قاعدة أمريكي، ولد في 15 مايو 1858 في روزويل في الولايات المتحدة، وتوفي في 31 أغسطس 1906 في سينسيناتي في الولايات المتحدة.

## وصلات خارجية
- أليكس فوس على موقعبيزبول رفرنس.كوم (الدوري الرئيسي) (الإنجليزية)
- أليكس فوس على موقعبيزبول رفرنس.كوم (الدوري الثانوي) (الإنجليزية)